# Paljaskero
Paljaskero är ett naturreservat i Övertorneå kommun i Norrbottens län.
Området är naturskyddat sedan 2011 och är 4,1 kvadratkilometer stort. Reservatet omfattar bergen Rovakankero, Paljaskero och Mettäkero, myrmarker mest i väst och en del av sjön Rovakkajärvi i norr. Reservatet består av hällmarkstallskog, granskog och sumpskog.